# Liga de fútbol sala de Gibraltar 2019-20
La Liga de fútbol sala de Gibraltar 2019-20 fue una nueva temporada de la Liga de fútbol sala organizada por la Asociación de Fútbol de Gibraltar (GFA); y la séptima desde que Gibraltar fuera admitido como miembro pleno de la UEFA.
La liga contó inicialmente con 23 clubes divididos en dos divisiones: 11 en la Division 1 (1 club se retiró a mitad de temporada) y 12 en la División 2. La mayor parte de los partidos se jugaron en el Tercentenary Sports Hall. La temporada inició el 19 de octubre de 2019 con los partidos de la fecha 1 de la División 1.
Por primera vez en la competición se introdujo la Regla del jugador nacional (Home Ground Player Rule) que especifica que cada club debe tener por lo menos un jugador gibraltareño en el campo durante todo la duración de un partido.
La temporada se suspendió inicialmente debido a la pandemia de Covid-19 en Gibraltar, con la intención de ser retomada luego. Finalmente se declaró terminada sin declarar campeones ni en la División 1 ni 2. La Futsal Rock Cup 2020 también fue suspendida.
Lynx F. C., que se encontraba primero en la División 1 al momento de la suspensión fue designado por la GFA como el representante de Gibraltar en la Liga de Campeones de fútbol sala de la UEFA 2020-21.  

## Sistema de competición
En la División 1, los clubes jugaron una vez bajo el sistema de todos contra todos; luego de la fase regular la liga se dividió en dos zonas (inferior y superior). En la zona superior los clubes jugaron entre sí bajo el mismo sistema una vez más, mientras que en la zona inferior, tras el retiro de Koala F. C. los clubes jugaron dos veces entre sí. Los cuatro primeros de la zona superior se clasificaron para los ronda de campeonato; mientras que el último de la zona inferior descendió a la División 2 2020-21 y el penúltimo se clasificó para el partido de ascenso y descenso contra el subcampeón de la División 2. 
En la División 2, los clubes jugaron dos veces bajo el sistema de todos contra todos. Al final de las 22 fechas, el primer clasificado se proclamó campeón y ascendió a la División 1 2020-21 mientras que el subcampeón se clasificó para el partido de ascenso y descenso contra el penúltimo de la División 1.
Ronda de campeonato
La ronda de campeonato fue jugada entre los cuatro primeros de la zona superior de la División 1. Se jugó por eliminación directa en dos rondas: semifinales y una final. 
Las seminales se jugaron en partidos de ida y vuelta en dos llaves (1.° vs 4.° y 2.° vs 3.°) mientras que la final se jugó al mejor de tres encuentros. El ganador de la final se proclamó campeón de la División 1.
Partido de ascenso y descenso
Este partido se jugó entre el penúltimo de la zona inferior de la División 1 y el subcampeón de la zona superior de la División 2. El ganador podrá jugar en la División 1 la próxima temporada mientras que el perdedor lo hará en la División 2. 

### Sistema de asensos y descensos
Esta temporada en la División 1 existió un descenso directo y una clasificación al partido de ascenso y descenso. De igual manera la División 2 tuvo un ascenso directo y una clasificación al partido de ascenso y descenso. 
|            | Relevos directos | Relevos directos | Relevos indirectos | Relevos indirectos  |
| División   | Ascenso          | Descenso         | Partido de ascenso | Partido de descenso |
| ---------- | ---------------- | ---------------- | ------------------ | ------------------- |
| División 1 |                  | 11.° clasificado |                    | 10.° Clasificado    |
| División 2 | 1.° clasificado  |                  | 2.° Clasificado.   |                     |

| Partido de ascenso y descenso     | Partido de ascenso y descenso | Partido de ascenso y descenso    |
| --------------------------------- | ----------------------------- | -------------------------------- |
| 10.° Clasificado de la División 1 | vs                            | 2.° Clasificado de la División 2 |

### Clasificación a torneos internacionales
El campeón de la División 1 ganó un cupo para la Liga de Campeones de fútbol sala de la UEFA. El club clasificado empezó su participación en la ronda preliminar de la edición 2019-20. 
| Método de clasificación          | Torneo al que clasifica                                                    |
| -------------------------------- | -------------------------------------------------------------------------- |
| Campeón de la División 1 2019-20 | Ronda preliminar de la Liga de Campeones de fútbol sala de la UEFA 2020-21 |

## División 1
La División 1 2019-20 fue una edición más de la División 1 de Gibraltar.  

### Ascensos y descensos
| Pos. | Ascendidos de División 2 de Gibraltar 2018-19 |
| ---- | --------------------------------------------- |
| 1    | Koala F. C.                                   |
| 3    | Zoca Bastion                                  |
| -    | Inter Principia (nuevo)                       |
| -    | Spartans F. C. (nuevo)                        |

| Pos. | Descendido de División 1 de Gibraltar 2018-19 |
| ---- | --------------------------------------------- |
| 1    | Gibraltar Phoenix (desaparecido)              |
| 6    | Newton Store (desaparecido)                   |
| 9    | Lincoln Avanti (desaparecido)                 |
| 11   | Gibraltar Titans (desaparecido)               |
| 12   | Sporting Gibraltar                            |

### Datos de los clubes
| 2018-19       | Club             | Proveedor | Patrocinador           |
| ------------- | ---------------- | --------- | ---------------------- |
| Campeón       | Lynx F. C.       | Erreà     | Verralls               |
| semifinalista | South United     | Nike      | Truth                  |
| semifinalista | Mons Calpe       | Daen      | Tokamóvil              |
| 5             | Europa F. C.     | Jako      | Domino's, Betfred      |
| 7             | Bavaria F. C. C. | ev2       | GM International Homes |
| 8             | College 1975     | Nike      | Cosmopolitan           |
| 10            | Laguna 2007      | -         | VR Solutions           |
| 1 (D2)        | Koala F. C.      | -         | Koala Construction     |
| 3 (D2)        | Zoca Bastion     | Kipsta    | Capurro Insurance      |
| nuevo         | Inter Principia  | -         | -                      |
| nuevo         | Spartans F. C.   | Joma      | -                      |

1. ↑  Bavaria F. C. C. fue el campeón de plata.

### Tabla de posiciones
El torneo se suspendió luego de la fecha 14 (con 1 fecha pendiente en la zona superior y 2 en la inferior) debido a la Pandemia de enfermedad por coronavirus. En la zona superior, 4 equipos ya habían asegurado su clasificación a la ronda de campeonato para ese momento; mientras que el tema del descenso aún no estaba plenamente  definido en la zona inferior.
La GFA decidió dar por concluida la primera parte del campeonato y entrar en la ronda de campeonato.
- Actualizado el 4 de abril de 2020. Jugados todos los partidos.

| Pos. | Equipo                 | PJ | PG | PE | PP | GF | GC  | DG  | Pts. | Clasificado a                         |
| ---- | ---------------------- | -- | -- | -- | -- | -- | --- | --- | ---- | ------------------------------------- |
| 1    | Lynx F. C. (C)         | 14 | 13 | 1  | 0  | 95 | 27  | 68  | 40   | Ronda de campeonato                   |
| 2    | Europa F. C. (C)       | 14 | 9  | 2  | 3  | 97 | 37  | 60  | 29   | Ronda de campeonato                   |
| 3    | Spartans F. C. (C)     | 14 | 9  | 2  | 3  | 74 | 35  | 39  | 29   | Ronda de campeonato                   |
| 4    | South United (C)       | 14 | 6  | 4  | 4  | 55 | 45  | 10  | 22   | Ronda de campeonato                   |
| 5    | Bavaria F. C. C.       | 14 | 5  | 2  | 7  | 49 | 49  | 0   | 17   |                                       |
| 6    | College 1975           | 14 | 4  | 4  | 6  | 45 | 52  | -7  | 16   |                                       |
|      |                        |    |    |    |    |    |     |     |      |                                       |
| 7    | Laguna 2007 (CP)       | 14 | 7  | 2  | 5  | 49 | 51  | -2  | 23   | Campeón de plata (desaparecido luego) |
| 8    | Mons Calpe             | 14 | 5  | 0  | 9  | 38 | 89  | -51 | 15   |                                       |
| 9    | Zoca Bastion           | 14 | 2  | 3  | 9  | 40 | 70  | -30 | 9    |                                       |
| 10   | Inter Principia (D)    | 14 | 3  | 0  | 11 | 42 | 107 | -65 | 9    | Descenso a División 2 2020-21         |
| 11   | Koala F. C. (retirado) | 10 | 2  | 0  | 8  | 22 | 44  | -22 | 6    | Retirado luego de la fecha 10         |

Fuente: gibraltarfa.com
Reglas de clasificación: 1) Puntos; 2) Diferencia de gol; 3) Goles a favor
(C): Clasificado a la fase indicada. (CP): Campeón de plata. (PAD): Clasificado al partido de ascenso y descenso. (D) Descendido

### Resultados
| Local\Visitante  | BAV | COL | EUR  | INT  | KOA | LAG | LYN  | MON | SOU | SPA | ZOC |
| ---------------- | --- | --- | ---- | ---- | --- | --- | ---- | --- | --- | --- | --- |
| Bavaria F. C. C. |     | 5–4 |      | 7–1  |     | 9–2 |      |     | 2–3 | 3–9 |     |
| College 1975     |     |     | 1–3  |      | 3–2 |     | 4–4  | 3–2 |     |     | 7–3 |
| Europa F. C.     | 8–4 |     |      | 17–3 |     | 3–2 |      |     | 4–5 | 3–3 |     |
| Inter Principia  |     | 4–6 |      |      | 1–2 |     | 0–19 | 3–0 |     |     | 6–5 |
| Koala F. C.      | 1–4 |     | 2–10 |      |     | 1–2 |      |     | 3–5 | 0–8 |     |
| Laguna 2007      |     | 6–5 |      | 7–3  |     |     | 1–9  | 2–3 |     |     | 6–1 |
| Lynx F. C.       | 5–2 |     | 4–1  |      | 3–0 |     |      |     | 6–0 | 7–4 |     |
| Mons Calpe       | 2–1 |     | 0–29 |      | 6–5 |     | 5–14 |     | 1–5 |     |     |
| South United     |     | 3–3 |      | 12–3 |     | 4–4 |      |     |     | 2–2 | 9–2 |
| Spartans F. C.   |     | 6–2 |      | 10–1 |     | 6–4 |      | 9–5 |     |     | 6–0 |
| Zoca Bastion     | 3–3 |     | 1–1  |      | 2–6 |     | 3–9  | 5–2 |     |     |     |

| Local\Visitante  | BAV   | COL | EUR | LYN   | SOU | SPA   |
| ---------------- | ----- | --- | --- | ----- | --- | ----- |
| Bavaria F. C. C. |       | 1–1 | 2–3 |       |     |       |
| College 1975     |       |     |     | [ c ] | 1–1 |       |
| Europa F. C.     |       | 8–4 |     |       |     | [ c ] |
| Lynx F. C.       | 5–2   |     | 3–2 |       |     | 2–1   |
| South United     | [ c ] |     | 3–5 | 2–5   |     |       |
| Spartans F. C.   | 2–4   | 4–1 |     |       | 4–1 |       |

| Local\Visitante | INT   | LAG   | MON   | ZOC   |
| --------------- | ----- | ----- | ----- | ----- |
| Inter Principia |       | 2–5   | 3–1   | [ c ] |
| Laguna 2007     | [ c ] |       | 4–2   | 3–3   |
| Mons Calpe      | 6–4   | [ c ] |       | 3–2   |
| Zoca Bastion    | 10–8  | 0–1   | [ c ] |       |

1. ↑  Aparentemente el partido no se pudo jugar. El marcador fue finamente asignado Inter 3 - 0 Mons Calpe.[13]
2. ↑  Koala F. C. se retiró del torneo en luego de la fecha 11, no se presentó al último partido y por lo tanto lo perdió por 3 - 0. Luego de esto no sería tomado en cuenta para la segunda parte del campeonato.[14]
3. 1 2 3 4 5 6 7  Partidos suspendidos.

### Ronda de campeonato
Si bien en un inicio la intención de la GFA fue pasar de manera directa a los play-offs suspendiendo la fase regular a falta de una fecha, finalmente los play-offs tampoco fueron jugados y se decidió concluir la temporada sin declarar un campeón. Lynx F. C., primero al momento de la suspensión, fue elegido como el representante de Gibraltar para la Liga de Campeones de fútbol sala de la UEFA 2020-21.

### Goleadores
- Actualizado el 8 de octubre de 2020.[15][16][17]

| Pos. | Jugador                | Club           | Goles |
| ---- | ---------------------- | -------------- | ----- |
| 1    | Ezequiel Martín Martín | Lynx F. C.     | 21    |
| 2    | Ashley Rodríguez       | South United   | 20    |
| 3    | Heredia Fernández      | Europa F. C.   | 18    |
| 4    | Rodríguez Parragues    | Spartans F. C. | 17    |

## División 2
La División 2 2019-20 será una edición más de la División 2 de Gibraltar. El campeón ascenderá a la División 1; por otra parte no habrá descensos al ser el último nivel de la liga. 

### Ascensos y descensos
| Pos. | Ascendidos de División 2 de Gibraltar 2018-19 |
| ---- | --------------------------------------------- |
| 1    | Koala F. C.                                   |
| 3    | Zoca Bastion                                  |

| Pos. | Descendido de División 1 de Gibraltar 2018-19 |
| ---- | --------------------------------------------- |
| 12   | Sporting Gibraltar                            |

### Datos de los clubes
| 2018-19 | Club               | Proveedor | Patrocinador           |
| ------- | ------------------ | --------- | ---------------------- |
| 12 (D1) | Sporting Gibraltar | Ginova    | -                      |
| 2       | Expendables F. C.  | -         | -                      |
| 4       | Boca Gibraltar     | ES Sports | Abacus                 |
| 5       | St. Joseph's       | Joma      | Propability.           |
| 6       | Gibraltar Hércules | Ginova    | Sprint Sports          |
| 7       | Lek Bangkok        | -         | Lek Bankok             |
| 8       | Rock Solid         | Joma      | Securitek              |
| 9       | Stallions F. C.    | -         | -                      |
| 10      | Hound Dogs         | Joma      | Hound Dogs             |
| 11      | Britania XI        | Kipsta    | Masbro Insurance Group |
| 12      | Maccabi Gibraltar  | Nike      | no tiene               |
| 13      | Lions Gibraltar    | Ginova    | no tiene               |

### Tabla de posiciones
- Actualizado el 26 de marzo de 2020.

| Pos. | Equipo             | PJ | PG | PE | PP | GF  | GC  | DG  | Pts. | Clasificado a                |
| ---- | ------------------ | -- | -- | -- | -- | --- | --- | --- | ---- | ---------------------------- |
| 1    | Gibraltar Hércules | 16 | 15 | 1  | 0  | 131 | 42  | 89  | 46   | Ascenso a División 1 2020-21 |
| 2    | Expendables F. C.  | 16 | 11 | 0  | 5  | 106 | 67  | 39  | 33   |                              |
| 3    | St. Joseph's       | 16 | 10 | 3  | 3  | 96  | 59  | 37  | 33   |                              |
| 4    | Stallions F. C.    | 16 | 9  | 3  | 4  | 100 | 69  | 31  | 30   |                              |
| 5    | Sporting Gibraltar | 16 | 8  | 2  | 6  | 73  | 73  | 0   | 26   |                              |
| 6    | Boca Gibraltar     | 16 | 8  | 0  | 8  | 82  | 68  | 14  | 24   |                              |
| 7    | Rock Solid         | 16 | 7  | 2  | 7  | 60  | 71  | -11 | 23   |                              |
| 8    | Lek Bangkok        | 16 | 6  | 2  | 8  | 72  | 91  | -19 | 20   |                              |
| 9    | Hound Dogs         | 16 | 5  | 3  | 8  | 62  | 78  | -16 | 18   |                              |
| 10   | Maccabi Gibraltar  | 16 | 4  | 2  | 10 | 63  | 93  | -30 | 14   |                              |
| 11   | Britania XI        | 16 | 2  | 1  | 13 | 40  | 93  | -53 | 7    |                              |
| 12   | Lions Gibraltar    | 16 | 1  | 1  | 14 | 47  | 128 | -81 | 4    | Ascenso a División 1 2020-21 |

Fuente: gibraltarfa.com
Reglas de clasificación: 1) Puntos; 2) Diferencia de gol; 3) Goles a favor
(C) Campeón; (A) Ascendido. (PAD): Clasificado al partido de ascenso y descenso. 

### Resultados
| \| Local\Visitante \| SPO \| EXP \| BOC \| JOS \| LIO \| HÉR \| LEK \| ROC \| HOU \| STA \| BRI \| MAC \| \| ------------------ \| --- \| ---- \| ---- \| ---- \| ---- \| ----- \| ---- \| --- \| --- \| ---- \| ---- \| ---- \| \| Sporting Gibraltar \| \| 5–4 \| 6–4 \| 6–6 \| 8–4 \| 2–10 \| 2–2 \| – \| 2–6 \| – \| – \| 4–6 \| \| Expendables F. C. \| – \| \| 7–4 \| 1–4 \| 12–6 \| – \| 3–4 \| 6–2 \| 8–4 \| 12–5 \| – \| 7–1 \| \| Boca Gibraltar \| – \| – \| \| 4–5 \| – \| 2–5 \| 2–3 \| 4–6 \| 3–2 \| 7–8 \| 2–0 \| 5–4 \| \| St. Joseph's \| – \| – \| 2–4 \| \| 4–1 \| 10–10 \| 11–5 \| 5–4 \| 4–3 \| – \| 13–1 \| 10–1 \| \| Lions Gibraltar \| 2–9 \| 6–13 \| 3–13 \| 1–10 \| \| – \| – \| 4–6 \| 3–5 \| 1–3 \| – \| 1–11 \| \| Gibraltar Hércules \| 8–4 \| 7–3 \| 6–2 \| 7–2 \| 13–0 \| \| – \| – \| 8–2 \| 10–6 \| 12–1 \| – \| \| Lek Bangkok \| 4–3 \| 4–9 \| – \| 3–3 \| 6–7 \| 1–6 \| \| 3–5 \| – \| 6–14 \| 4–8 \| – \| \| Rock Solid \| 3–5 \| 4–7 \| – \| – \| 3–1 \| 1–10 \| 5–3 \| \| 5–5 \| – \| 4–1 \| 4–3 \| \| Hound Dogs \| 3–6 \| – \| 3–11 \| 3–5 \| – \| – \| 3–6 \| 3–0 \| \| 5–5 \| 4–3 \| 9–7 \| \| Stallions F. C. \| 8–1 \| 7–4 \| 5–6 \| 5–2 \| – \| 2–3 \| – \| 6–6 \| – \| \| 11–1 \| 8–2 \| \| Britania XI \| 1–2 \| 3–6 \| 3–9 \| – \| 7–2 \| 3–6 \| 3–8 \| – \| 2–2 \| 0–4 \| \| – \| \| Maccabi Gibraltar \| 2–8 \| 1–4 \| – \| – \| 5–5 \| 1–10 \| 7–10 \| 5–2 \| – \| 3–3 \| 4–3 \| \| |     |      |      |      |      |       |      |     |     |      |      |      |
| Local\Visitante | SPO | EXP  | BOC  | JOS  | LIO  | HÉR   | LEK  | ROC | HOU | STA  | BRI  | MAC  |
| Sporting Gibraltar |     | 5–4  | 6–4  | 6–6  | 8–4  | 2–10  | 2–2  | –   | 2–6 | –    | –    | 4–6  |
| Expendables F. C. | –   |      | 7–4  | 1–4  | 12–6 | –     | 3–4  | 6–2 | 8–4 | 12–5 | –    | 7–1  |
| Boca Gibraltar | –   | –    |      | 4–5  | –    | 2–5   | 2–3  | 4–6 | 3–2 | 7–8  | 2–0  | 5–4  |
| St. Joseph's | –   | –    | 2–4  |      | 4–1  | 10–10 | 11–5 | 5–4 | 4–3 | –    | 13–1 | 10–1 |
| Lions Gibraltar | 2–9 | 6–13 | 3–13 | 1–10 |      | –     | –    | 4–6 | 3–5 | 1–3  | –    | 1–11 |
| Gibraltar Hércules | 8–4 | 7–3  | 6–2  | 7–2  | 13–0 |       | –    | –   | 8–2 | 10–6 | 12–1 | –    |
| Lek Bangkok | 4–3 | 4–9  | –    | 3–3  | 6–7  | 1–6   |      | 3–5 | –   | 6–14 | 4–8  | –    |
| Rock Solid | 3–5 | 4–7  | –    | –    | 3–1  | 1–10  | 5–3  |     | 5–5 | –    | 4–1  | 4–3  |
| Hound Dogs | 3–6 | –    | 3–11 | 3–5  | –    | –     | 3–6  | 3–0 |     | 5–5  | 4–3  | 9–7  |
| Stallions F. C. | 8–1 | 7–4  | 5–6  | 5–2  | –    | 2–3   | –    | 6–6 | –   |      | 11–1 | 8–2  |
| Britania XI | 1–2 | 3–6  | 3–9  | –    | 7–2  | 3–6   | 3–8  | –   | 2–2 | 0–4  |      | –    |
| Maccabi Gibraltar | 2–8 | 1–4  | –    | –    | 5–5  | 1–10  | 7–10 | 5–2 | –   | 3–3  | 4–3  |      |

### Goleadores
- Actualizado el 8 de octubre de 2020.[27]

| Pos. | Jugador         | Club               | Goles |
| ---- | --------------- | ------------------ | ----- |
| 1    | Robert Montovio | Gibraltar Hércules | 46    |
| 2    | Daniel Benady   | Maccabi Gibraltar  | 31    |
| 3    | Paul Podesta    | Boca Gibraltar     | 29    |
| 4    | Lee Graham      | Expendables F. C.  | 21    |
| 5    | Ewan Smith      | Hound Dogs         | 20    |
| 6    | Kevagn Robba    | St. Joseph's       | 20    |